# أسبيدوشيلون

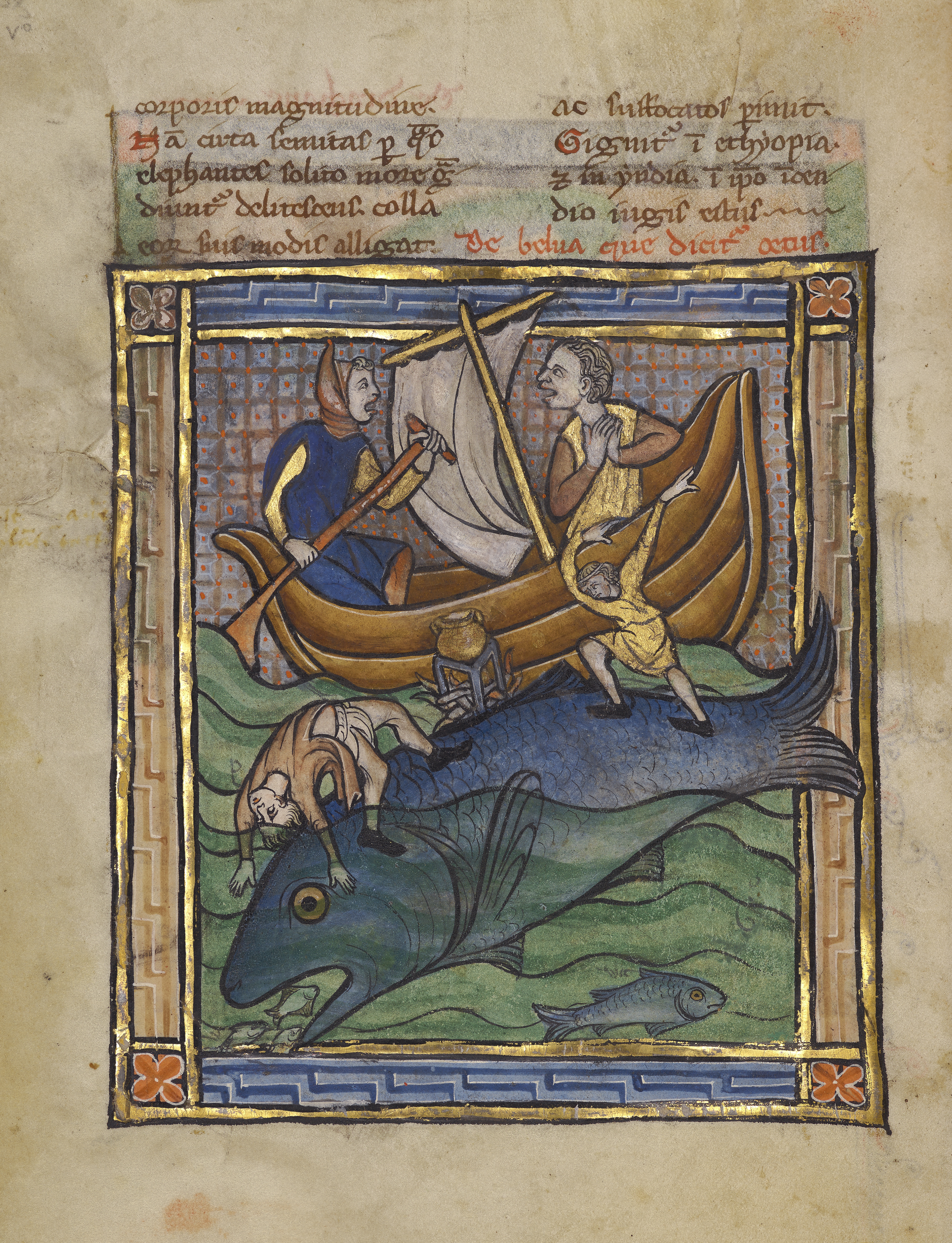
الأسبيدوشيلون في مخطوطة فرنسية، حوالي عام 1270. متحف جيه بول جيتي

وفقًا لما ورد في كتاب الفيزيولوغوس وتقاليد الموسوعات الحيوانية في العصور الوسطى، فإن الأسبيدوشيلون مخلوق بحري خرافي، يوصف بأشكال مختلفة، إذ يُقال إنه حوت عملاق، أو سلحفاة بحرية هائلة، أو حتى وحش بحري ضخم ذو أشواك هائلة على ظهره. مهما اختلفت الروايات، فإن جميعها تصف الأسبيدوشيلون على أنه ضخم جدًا لدرجة أنه يُخطأ به على أنه جزيرة صخرية مغطاة بالكثبان الرملية والنباتات. يبدو أن اسمه (aspidochelone) مشتق من الكلمتين اليونانيتين Aspis (التي تعني "صِلٌّ بحريّ" أو "درع") وChelone (التي تعني "سلحفاة"). يُقال إن هذا الكائن يخرج من أعماق البحر إلى السطح، ويخدع البحارة السذج بمظهره الذي يشبه الجزيرة، فيرسون عليه بسفنهم، وحينها يغطس فجأة إلى الأعماق، ساحبًا السفن وركابها معه، ليغرقهم جميعًا. ليس هذا فحسب، بل يُقال أيضًا إن الأسبيدوشيلون يُطلق رائحة عطرة تجذب الأسماك نحوه، وما إن تقترب حتى يبتلعها جميعًا. في التفسيرات الرمزية والقصص الأخلاقية التي وردت في الفيزيولوغوس والتقاليد المسيحية المتعلقة بالموسوعات الحيوانية، يُنظر إلى الأسبيدوشيلون على أنه تجسيد للشيطان، الذي يخدع الناس بالإغراءات قبل أن يبتلعهم في هلاكهم.